# Odelzhausen
Odelzhausen è un comune tedesco di 4 152 abitanti, situato nel land della Baviera.

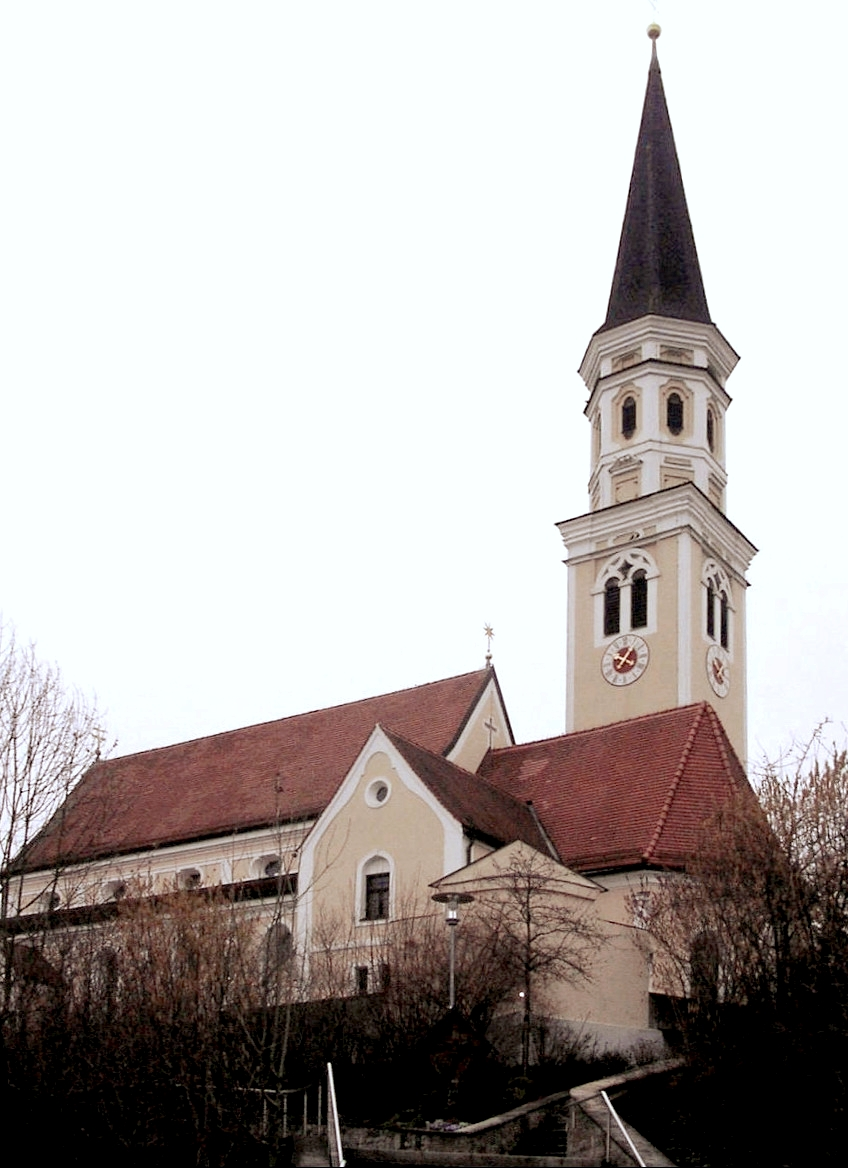
St. Benedikt Odelzhausen